# Xavier Vilanova i Montiu
Xavier Vilanova i Montiu (Barcelona, 1 d'agost de 1902 – París, 8 de maig de 1965) fou un dermatòleg català. El seu pare, Pelai Vilanova i Massanet, fou considerat com un dels creadors de la dermatologia catalana.
Es llicencià en Medicina per la Universitat de Barcelona el 1923. Posteriorment, aconsellat per la seva família, va anar a París per especialitzar-se en Dermatologia en l'Hospital Saint Louis, més tard passaria una temporada a Estrasburg i Milà formant-se amb altres importants científics. Al seu retorn a Espanya es va doctorar en Medicina a Madrid el 1928. Per motiu de la guerra civil espanyola, l'any 1936 viatjà a Colòmbia, per a dirigir la leproseria Aguas de Dios. De retorn a Espanya, fou catedràtic de Dermatologia a la Universitat de Valladolid el 1942, a la Universitat de València el 1944 i finalment a la Universitat de Barcelona el 1948.
Va dirigir l'Escola Professional de Dermatologia de Barcelona el 1952. La seva gran activitat científica es veu reflectida per les més de 500 publicacions, va aconseguir nombroses distincions nacionals i internacionals. Fou President d'Honor de la Academia Española de Dermatología i membre estranger de l'Acadèmia Nacional de Medicina de França, on fou nomenat Officier de l'Ordre de la Santé Publique. També fou membre d'honor de les societats alemanya, argentina, brasilera, francesa, anglesa, holandesa, belga, iraniana, italiana, mexicana, portuguesa, uruguaiana, veneçolana i israeliana de Dermatologia. President electe del Colegio Ibero-latinoamericano de Dermatología el 1962 i de la Academia Española de Dermatología el 1963. Com a especialista de les malalties venèries fou reconegut amb el nomenament d'expert en la Secció de Venereología i Treponematosis de l'Organització Mundial de la Salut.